# Niclas Stör
Niclas Stör (auch Niklas, geboren um 1503 in Nürnberg; gestorben 25. Dezember 1562 ebenda) war ein deutscher Zeichner und Holzschneider. 

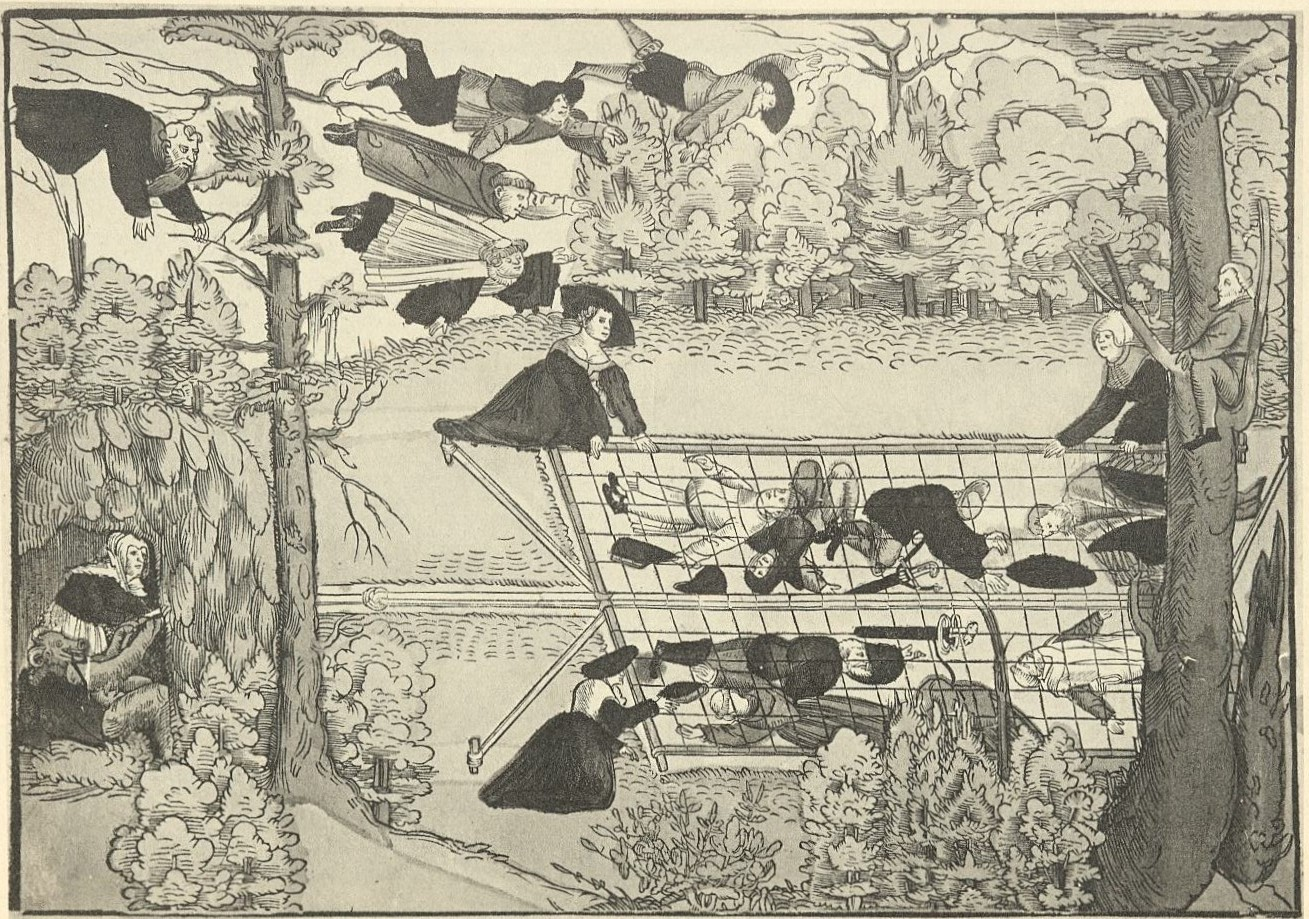
Der Buhler Vogelherd (1534)

## Leben
Niklas Stör war ein Sohn des Zimmermanns Kunz Stör. Nachweisbar ist, dass er zwischen 1532 und 1562 in Nürnberg aktiv war. Er heiratete 1528 Barbara Preusinger (1508–1574), sie hatten drei Töchter und einen Sohn, das war möglicherweise Lorenz Stöer. Er besaß zeitweise ein Haus in der Judengasse, in der Alten Ledergasse und Am Treibberg.
Seine Ausbildung erhielt Stör vermutlich bei Hans Springinklee, der 1522 bis 1524 gemeinsam mit Erhard Schön die Bibeln aus den Druckereien des Anton Koberger und des Friedrich Peypus illustrierte. 124 Holzschnitte, die ursprünglich Schön oder einem „Pseudo-Schön“ zugeordnet waren, bestimmte Heinrich Röttinger 1925 durch Stilvergleich als Werke Störs. Nachweislich war Stör an der Ausmalung des „Hallerschen Geschlechterbuchs“ beteiligt, das 1537 dem Rat der Stadt Nürnberg überreicht wurde, die anderen Maler waren Hieronymus Behaim, Asmus Kyrsbach, Hans Plattner und Georg Pencz. Störs Honorar betrug 29 Gulden. In den 1540er Jahren fertigte er Fürstenbildnisse, so 1544 wahrscheinlich zum Reichstag in Speyer eine Serie mit Kaiser Karl V. und dem Kurfürstenkollegium.

Holzschnitte
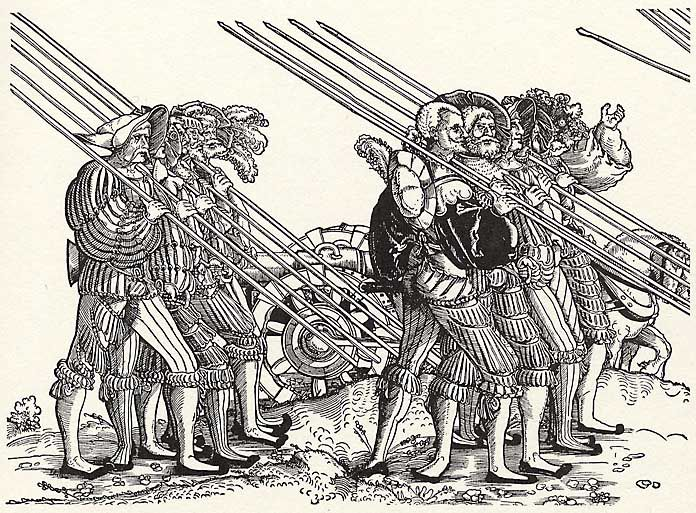
Landsknechte
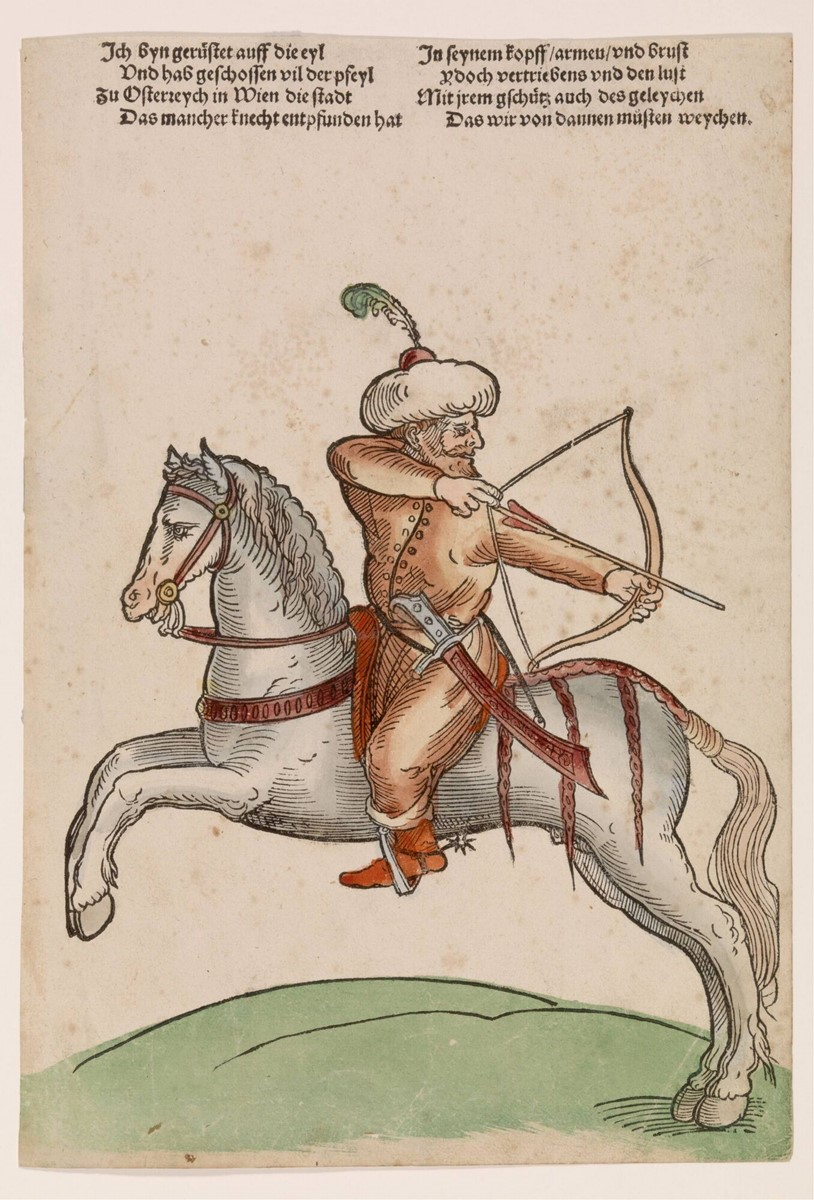
Türkischer Bogenschütze
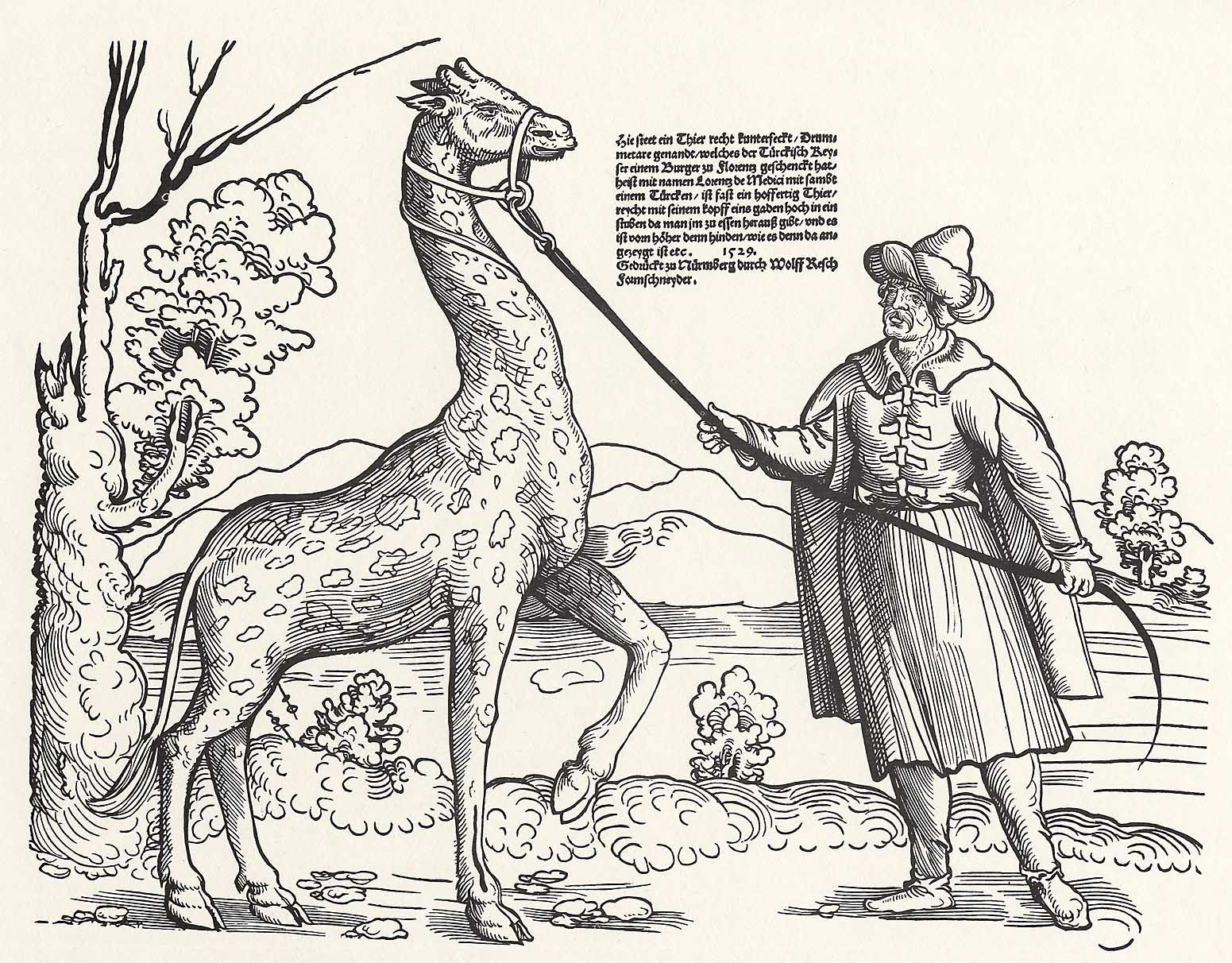
Giraffe
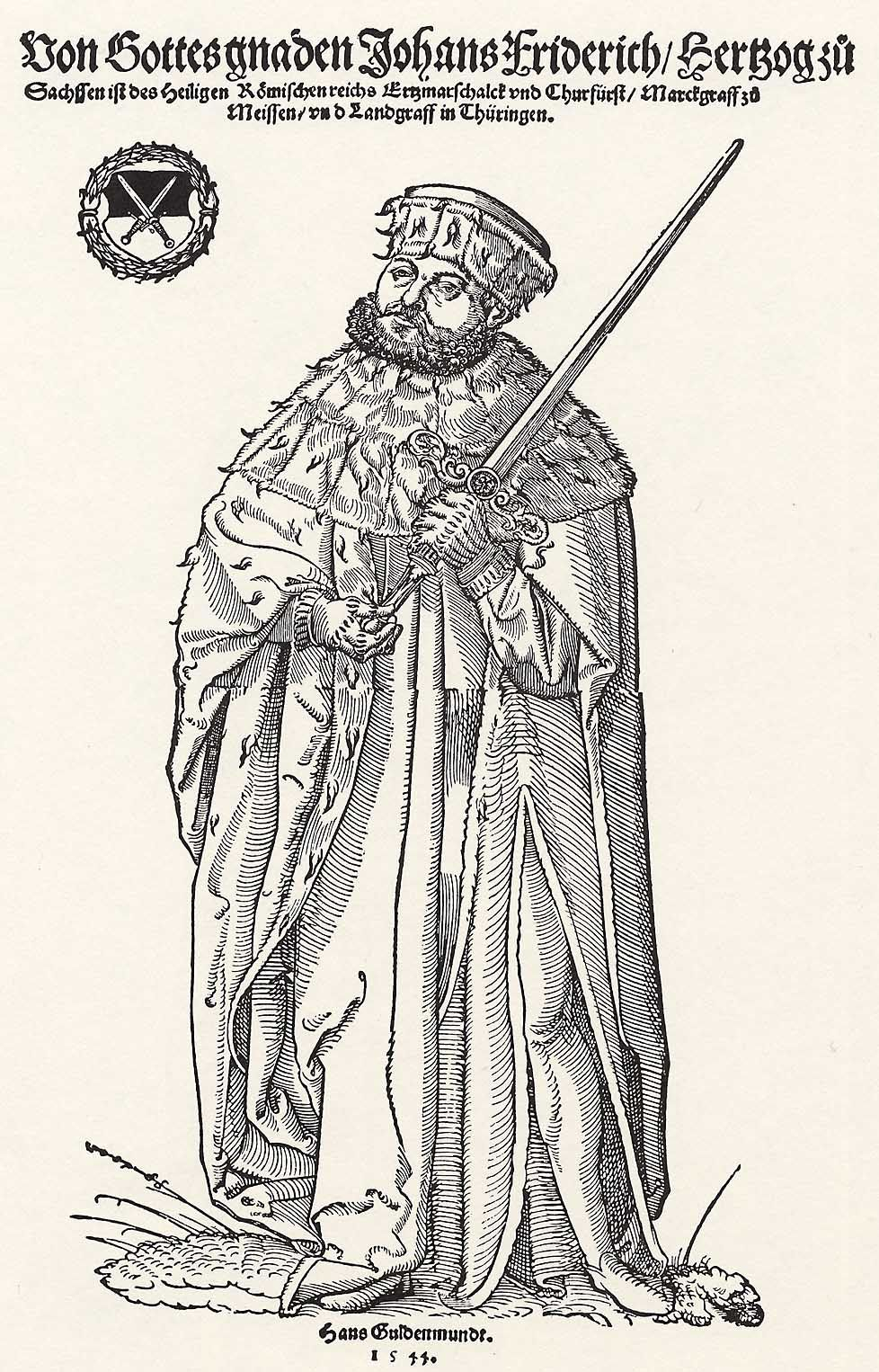
Herzog Johann Friedrich von Sachsen als Kurfürst
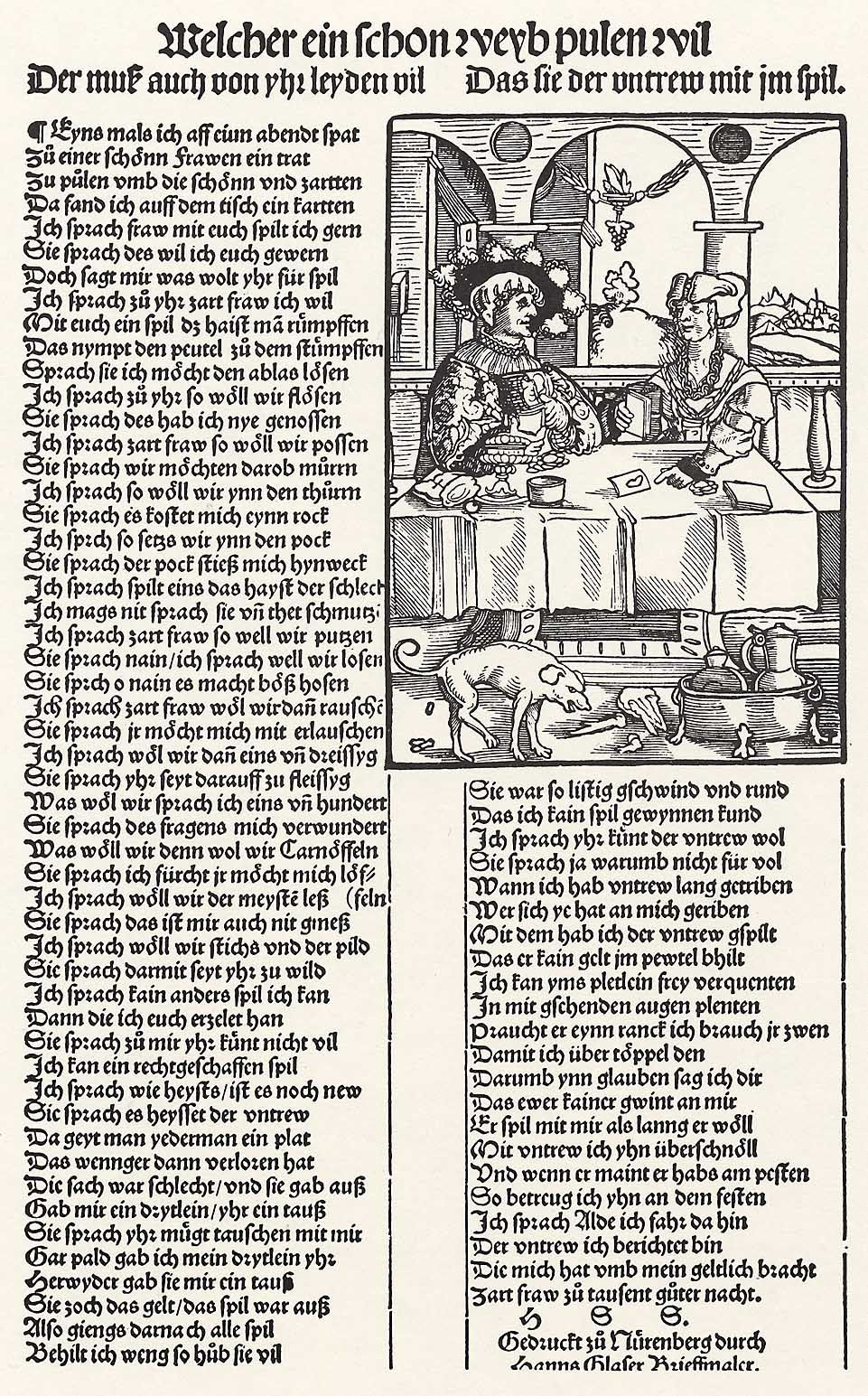
Liebespaar
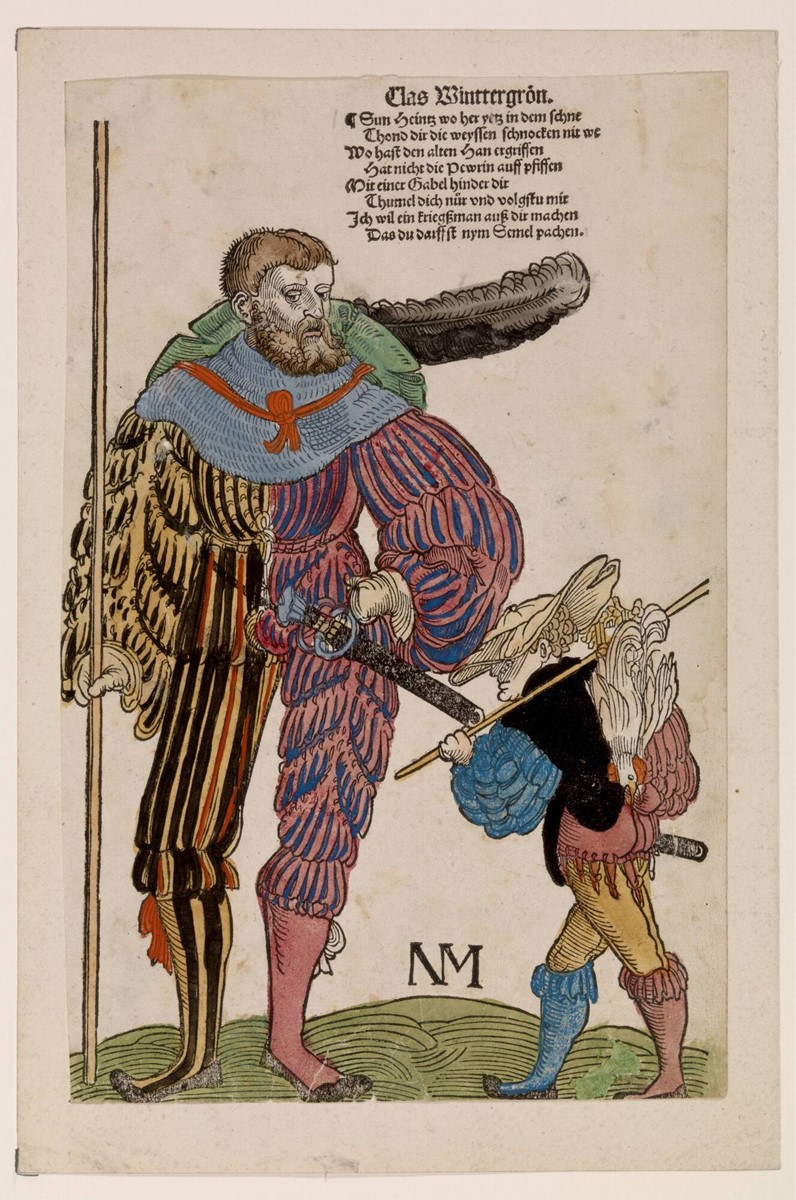
Clas und Heinz Winttergrön